# أكرم عبد الوهاب
أكرم عبد الوهاب (ولد 1374 هـ / 1954 م) هو قارئ من الموصل.

## ترجمته
هو أكرم بن عبد الوهاب بن محمد أمين بن محمد سعيد بن الملا يوسف بن الملا محمد العراقي الموصلي الحمداني نسبة إلى بني حمدان. ولد في الموصل عام 1374هـ دخل المدرسة ثم انتقل إلى المعهد الإسلامي في الموصل عام 1394هـ ثم كلية الشريعة وتخرج فيها عام 1398هـ بشهادة بكالوريوس في أصول الدين ودرس على شيوخ منهم: بشير الصقال، محمد ياسين، محمد صالح الجوادي، الملا عثمان الجبوري، سالم عبد الرزاق، ذنون البدراني، عبد الوهاب محمد امين.
يقوم الشيخ على دار النور للعلوم الشرعية والإسناد وابنه عمر هو خطيب جامع بكر افندي. وشغل منصب الإمامة لفترة في جامع اليقظة.

## مولفاته
من مولفاته:
- اللطف الذاتي في مناقب الشيخ البريفكاني
- الإمداد شرح منظومة الإسناد (تقع في عشرين جزءا)
- إرشاد المبررة إلى قولهم العبادة قصد والغاية ثمرة
- اجازات العراقيين واسانيدهم

## وصلات خارجية
- مؤلفاته وكتبه - موقع الاجازات والعلوم الشرعية